# Schoden
Schoden est une commune viticole de la Verbandsgemeinde Saarburg-Kell, dans l'arrondissement de Trèves-Sarrebourg, en Rhénanie-Palatinat, dans l'ouest de l'Allemagne, située sur la Sarre.
Le village avait subi par le passé de nombreuses inondations alors le cours de la rivière a été dévié par un canal percé dans la colline. Schoden s'est doté en plus d'une petite centrale électrique avec la construction de ce canal avec barrage et d'un bras mort de rivière qui reste très utile en cas de montée subite de la rivière comme trop-plein et aussi comme régulateur écologique de la rivière (ensemencement et élevage des petits poissons).
Le village a vu fermer ses établissements publics comme son école et la poste; il reste toutefois une église catholique, deux restaurants; une placement avec une cafè, une arène pour jouer du minigolf et une terrain de beach volley et un loueur pour canoë-kayak (on dit: "Multi-Kulti") ;une maison paroissiale et quelques artisans.
Le village est relié à Trèves par la route et par la voie ferrée.
L'activité économique de Schoden est basé sur l'exploitation de son vignoble et plus récemment du tourisme avec le multiplication des chambres d'hôtes.

## Jumelages
- Saint-Bris-le-Vineux (France) depuis 1984